# Spindelpalme
Die Spindelpalme (Hyophorbe verschaffeltii) ist eine Art der Gattung Hyophorbe innerhalb der Familie der Palmengewächse (Arecaceae).

## Erscheinungsbild
Bei der Spindelpalme, seltener auch Mascarenapalme genannt, handelt es sich um eine Fiederpalme, die relativ langsam wächst und deren geringelter, hellgrauer Stamm sich mit zunehmendem Alter in der Mitte spindelförmig verdickt. Sie erreicht voll ausgewachsen eine Höhe von maximal 6,5 m.
Die offene Krone mit einem glatten, grünen, wachsartig schimmernden Kronenschaft besteht aus 6–10 zurückgebogenen und oft leicht verdrehten Blattwedeln. Der Kronenschaft ist unten verdickt, wodurch die Palme in Kombination mit dem spindelförmigen Stamm ein interessantes Profil erhält.
Die ledrigen, 2,7–3,1 m langen, an der Oberseite grünen und der Unterseite gräulichen Blattwedel haben eine Vielzahl von gleichmäßig, V-förmig angeordneten Fiederblättern; bei ausgewachsenen Exemplaren zwischen 100 und 150. Jüngere Exemplare können an der gelben bis violetten Färbung der Mittelrippe des Blattes erkannt werden, die bei älteren Exemplaren jedoch oft verloren geht.

## Verwandte Arten und Standort

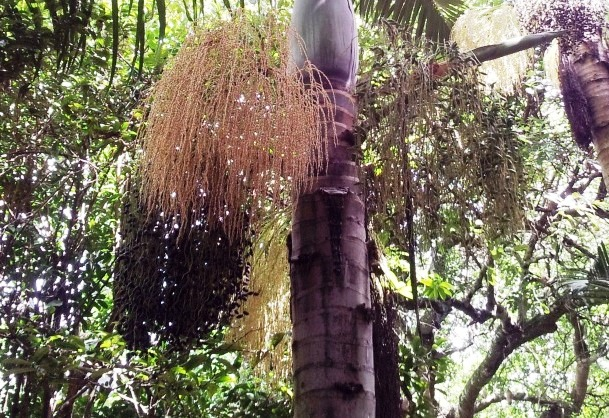
Fruchtstand

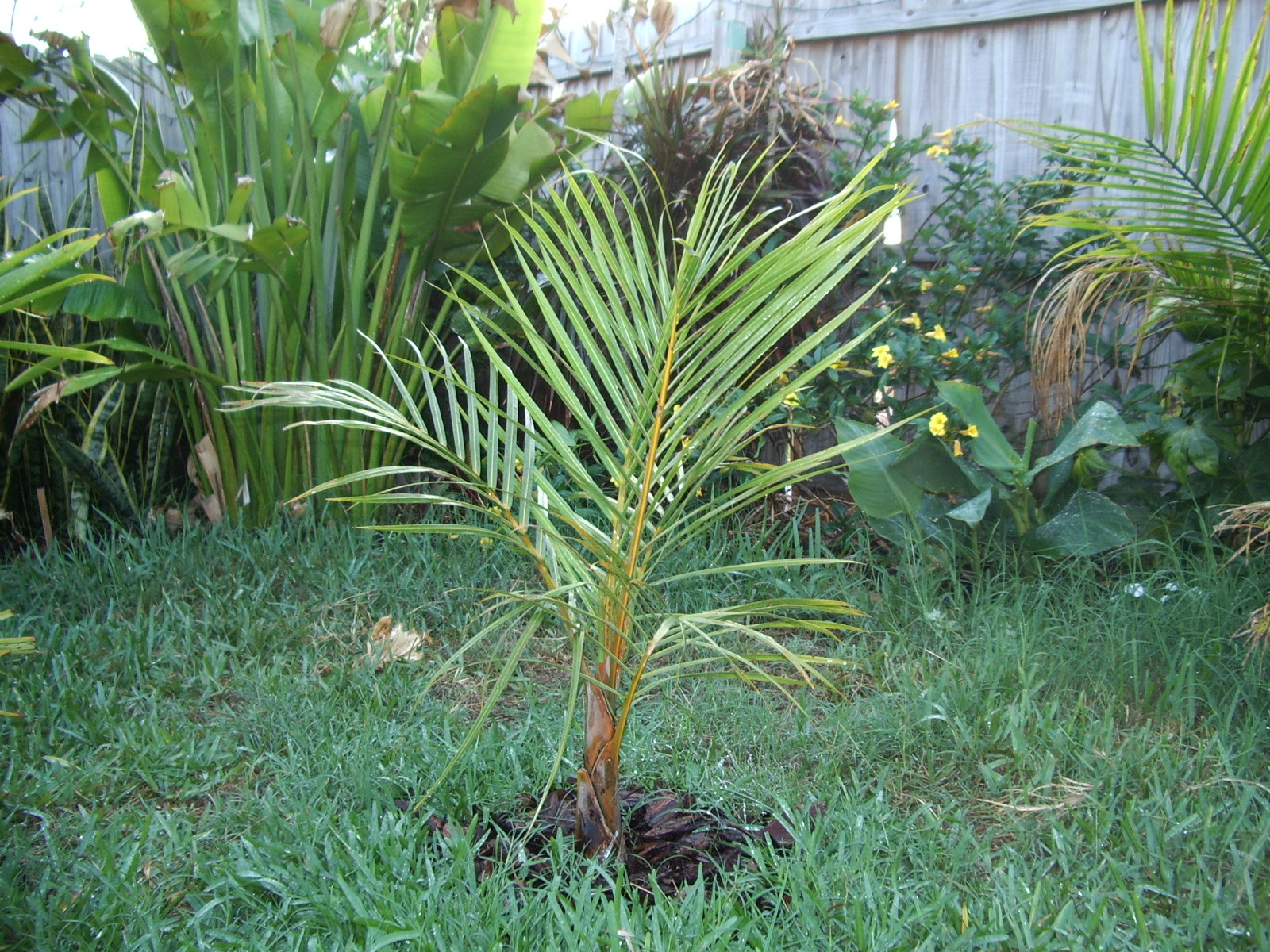
Junge Spindelpalme

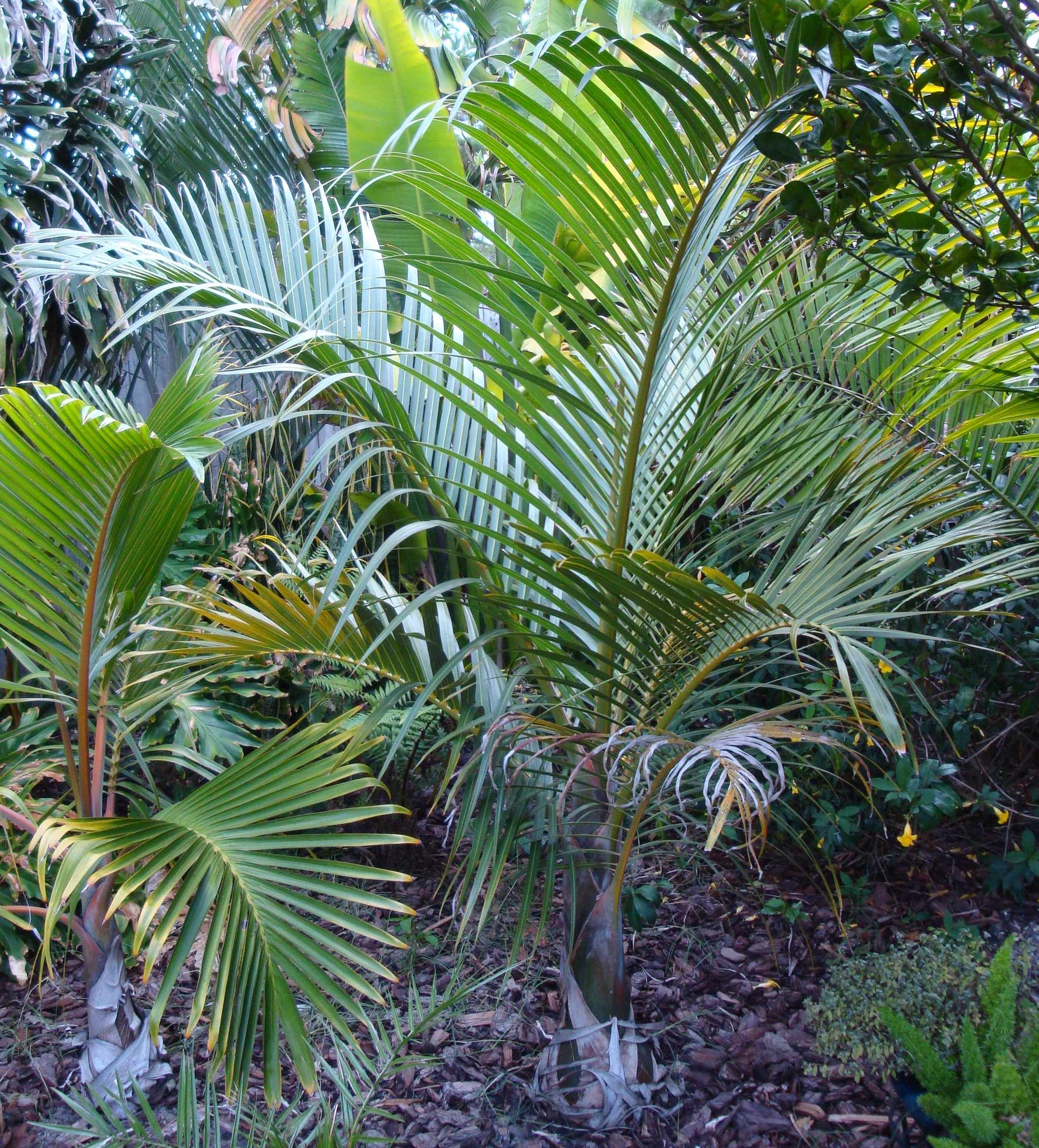
Die Spindelpalme von der Taxobox zwei Jahre später

Der Gattung Hyophorbe gehören fünf Arten an. Die seltenste Art ist sicherlich Hyophorbe amaricaulis, von der weltweit nur noch ein Exemplar existieren soll, gefolgt von Hyophorbe vaughanii. Weitere Arten sind die gegenüber niedrigeren Temperaturen sehr empfindliche und sehr langsam wachsende Flaschenpalme (Hyophorbe lagenicaulis) und die unempfindlichere und schneller wachsende Hyophorbe indica. Ferner existiert noch ein Hybrid aus Flaschenpalme und Spindelpalme (Hyophorbe lagenicaulis x verschaffeltii). 
Bezüglich der Temperaturverträglichkeit und der Wachstumsgeschwindigkeit steht die Spindelpalme zwischen Hyophorbe lagenicaulis und Hyophorbe indica. Sie kann ohne größere Schäden sehr kurzzeitige Temperaturstürze auf −1 °C überstehen. Der Standort sollte allerdings Durchschnittstemperaturen nicht unter 22 °C aufweisen, feucht und gut drainiert sein. In den Tropen ist ein teilschattiger Platz vorteilhaft. Die Salztoleranz ist hoch. Die Palme bevorzugt Böden mit neutralem bis basischem pH-Wert, da die Böden im natürlichen Habitat kalkreich sind.

## Fortpflanzung
Creme- bis orangefarbene Blütenstände (Infloreszenzen), die bis zu 80 cm lang werden können, wachsen direkt unterhalb des Kronenschafts bogenförmig aufwärts aus einer Pflanze. An einer Infloreszenz treten weibliche und männliche, creme- bis orangefarbene, angenehm duftende Blüten auf. Es handelt sich folglich um eine einhäusige (monözische) Palme. Die Früchte sind zunächst grün und werden mit zunehmender Reife orange bis rot. Sie sind ca. 2 cm lang und oval. Die Früchte der Spindelpalme, wie auch der Verwandten Hyophorbe indica, sollen bitterschmeckend und giftig sein. Über die nähere Natur des Giftes konnten bisher keine Informationen gefunden werden.
Die Züchtung aus den frischen Samen, die schmal und länglich sind, ist relativ einfach; die Keimungsperiode beträgt 60–100 Tage. Die Keimung sollte in Gelatine, Agar oder ähnlichen Medien erfolgen.

## Herkunft und Namen
Hyophorbe verschaffeltii kommt als endemische Art auf Rodrigues Island vor, die, wie Mauritius und Réunion, zur Inselkette der Maskarenen im Indischen Ozean gehört. Dort ist sie, wie auch die anderen Hyophorbe-Arten, durch Ziegenhaltung und Kaninchen fast ausgestorben. In jüngerer Zeit erholen sich die Bestände aber wieder deutlich, da die Insel von den entsprechenden Herbivoren gesäubert wurde. Unabhängig davon ist diese Art nicht gefährdet, da sie viel kultiviert wird.
Die Spindelpalme wurde 1861 von Joshua Dix in Proceedings of the Royal Horticultural Society, London, Band 1, Seite 479 als Areca verschaffeltii erstbeschrieben. Dix übernahm den Namen von William Bull. Die Art wurde 1866 von Hermann Wendland in L'Illustration horticole Band 13, Tafel 462 als Hyophorbe verschaffeltii (W.Bull ex J.Dix) H.Wendl. in die Gattung Hyophorbe gestellt. Das Artepitheton ehrt den belgischen Botaniker Ambroise Alexandre Verschaffelt (1825–1886), der die Art angeblich aus Madagaskar eingeführt hatte. Die Früchte einiger Hyophorbe-Arten sollen von Schweinen gefressen worden sein, worauf sich der Gattungsname bezieht (griechisch hys „Schwein“ und phorbe „Futter“).

## Schädlinge
Als bedeutende Schädlinge gelten Metamasius hemipterus, ein Rüsselkäfer, und die Raupen  des Schmetterlings Homaledra sabalella. Während die Larven des Rüsselkäfers den Palmenstamm durch Anbohren schädigen, fressen die Mottenraupen hauptsächlich das weiche Gewebe der Blätter und hinterlassen abgestorbenes, fibröses Blattadergeflecht. Dies wird durch den für diesen Schädling im Amerikanischen gebräuchlichen Namen Palm leaf skeletonizer treffend zum Ausdruck gebracht. Beide Schädlinge lassen sich durch Insektizide bekämpfen. 
Anfällig ist die Palme auch für die von Phytoplasmen hervorgerufene und hauptsächlich in Afrika und Mittelamerika verbreitete lethal yellowing disease. Derzeit ist kein arthropoder Vektor bekannt.

## Gefährdung
Diese Art ist akut vom Aussterben bedroht, durch illegale Entnahme aus der Natur, Überweidung und durch die Hybridisierung mit der eingeführten Fächerpalme.